# محسن بابایی
محسن بابایی (زاده ۲۱ خرداد ۱۳۵۰ - تهران) طراح چهره‌پردازی سینما و بازیگر اهل ایران است.

## فیلم‌شناسی

### سینما

#### بازیگر
- هفت گذرگاه (۱۳۷۴)
- هراس (۱۳۶۶)
- گذرگاه (۱۳۶۵)

#### طراح چهره‌پردازی
- فرمول عشق (محسن آقا خان)
- بهشت گمشده (۱۳۹۷)
- سرو زیر آب (۱۳۹۶)
- طلاقم بده به خاطر گربه‌ها (۱۳۹۶)
- دریاچه ماهی (۱۳۹۵)
- پرونده‌ای برای سارا (۱۳۹۳)
- رد کارپت (۱۳۹۲)
- شانه دوست ( محسنی نسب)
- استرداد (۱۳۹۰)
- بچگیتو فراموش نکن (۱۳۹۰)
- تلفن همراه رئیس‌جمهور (۱۳۹۰)
- بدون اجازه (۱۳۸۹)
- بهشت اینجاست (۱۳۸۹)
- چشم (۱۳۸۹)
- چراغ قرمز (۱۳۸۸)
- ناسپاس (۱۳۸۸)
- توفیق اجباری (۱۳۸۶)
- فرزند خاک (۱۳۸۶)
- ایستگاه بهشت (۱۳۸۵)
- پایان راه (۱۳۸۵)
- مرثیه برف (۱۳۸۳)
- وعده دیدار (۱۳۸۲)
- وقت چیدن گردوها (۱۳۸۲)
- جوجه اردک من (۱۳۸۱)
- نیمه گمشده (۱۳۷۸)
- تنگنا (۱۳۷۴)

### تلویزیون
- مجموعه سریال بچه مهندس ۱-۲-۳(علی غفاری)
- سریال سنجر خان (محمد حسین لطیفی)
- روایت انقلاب ۱و۲(جمال شورجه، جواد شمقدری)
- آتش و شبنم (محمد ابراهیم سلطانی فر)
- پرده عشق (جمال شورجه)
- راز ققنوس (نادر مقدس)
- یاس‌های کوچک (حمید بهمنی)
- چشم‌های آبی زهرا (علی درخشی)
- تا صبح (مجید جوانمرد- محمد باشه آهنگر)
- بیگانه ای در میان ما (احمد امینی)
- ستایش ۲(سعید سلطانی)
- یک روز قبل (صادق کرمیار)
- یکی مثل من (محسن شاه محمدی)
- نردبام آسمان (محمد حسین لطیفی)
- گل مرداب (پرویز امیر افشاری)
- اولین شب آرامش (احمد امینی)
- رمز ( محمد علی سجادی)

## تله فیلم
- بازگشت (علی غفاری)
- بعد از روز آخر (مجید مطفری)
- پازل (علی غفاری)
- در دل تاریکی (فرزاد اژدری)
- شیپور چی (سید وحید حسینی)
- برکت (رضا ابو فاضلی)
- یکی از میان ما (حمید بهمنی)
- کاوش (احمد حسنی مقدم)
- سیم آخر (صادق کرمیار)
- اسکن(کامران قدکچیان)
- رؤیا (صادق کرمیار)
- بهانه‌های عاشقی (صادق کرمیار)
- دنیای آرمان (روح‌الله فخررو)

## جشنواره‌ها
- کاندیدا بهترین چهره‌پردازی برای فیلم مرثیه برف در نهمین دوره جشن خانه سینما - ۱۳۸۴
- کاندیدا بهترین چهره‌پردازی برای فیلم فرزند خاک در دوازدهمین دوره جشن خانه سینما - ۱۳۸۸
- کاندیدا بهترین چهره‌پردازی برای فیلم ناسپاس در بیست و هشتمین دوره جشنواره بین‌المللی فیلم فجر - ۱۳۸۸
- کاندیدا بهترین چهره‌پردازی برای فیلم استرداد در سی و یکمین دوره جشنواره بین‌المللی فیلم فجر - ۱۳۹۱
- عضو هیئت داوران جشن خانه سینما ۱۳۹۸
- دو دوره حضور در هیئت مدیره انجمن چهره پردازان سینمای ایران
- عضو کمیته فنی سازمان صدا و سیما